# Le Crâne hurlant

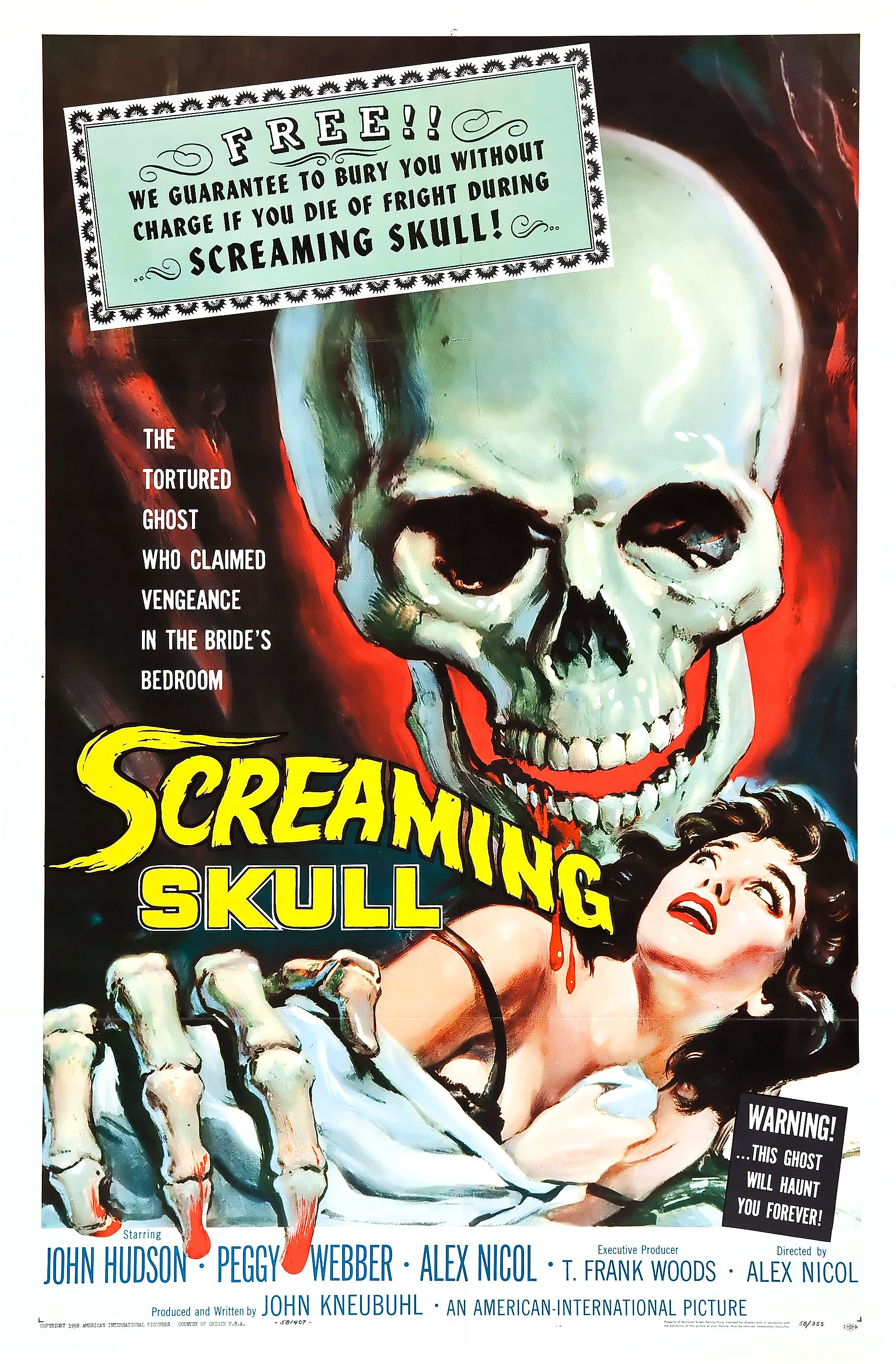
Affiche du film

Le Crâne hurlant (The Screaming Skull) est un film américain réalisé par Alex Nicol et sorti en 1958.

## Synopsis
Une jeune femme névrosée est convaincue qu'elle est hantée par le fantôme de la précédente épouse de son mari.

## Fiche technique
- Titre original : The Screaming Skull
- Réalisation : Alex Nicol
- Scénario : John Kneubuhl
- Société de production : American International Pictures
- Photographie : Floyd Crosby
- Musique : Ernest Gold
- Montage : Betty J. Lane
- Durée: 68 minutes
- Genre : Thriller
- Date de sortie : janvier 1958

## Distribution

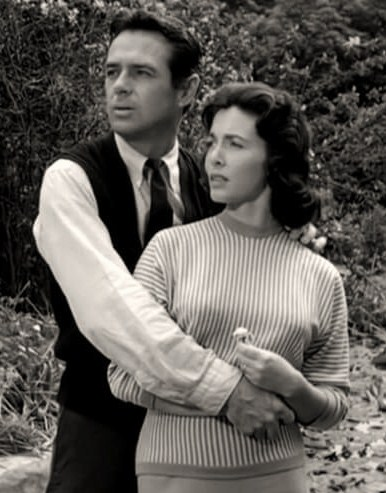
John Hudson et Peggy Webber dans Le Crâne hurlant

- John Hudson : Eric Whitlock
- Peggy Webber : Jenni Whitlock
- Russ Conway
- Alex Nicol

## Galerie

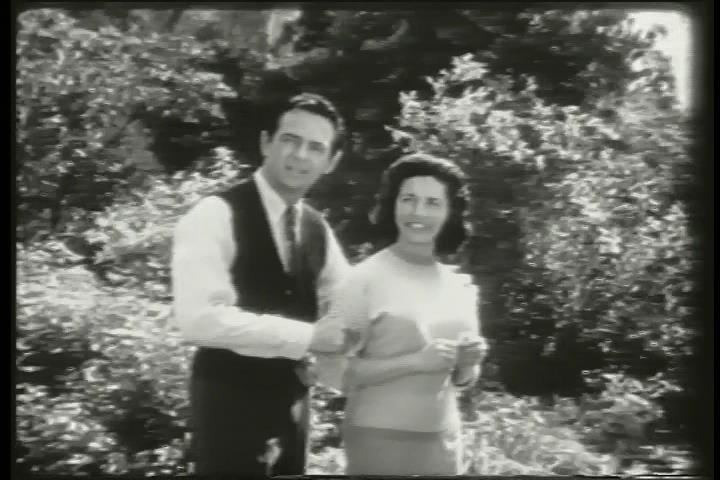
Hudson et Peggy Webber dans une scène du film
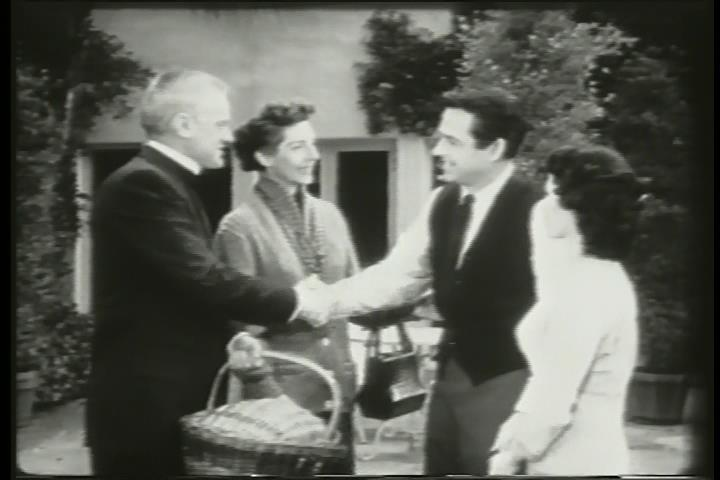
Rencontre des deux couples
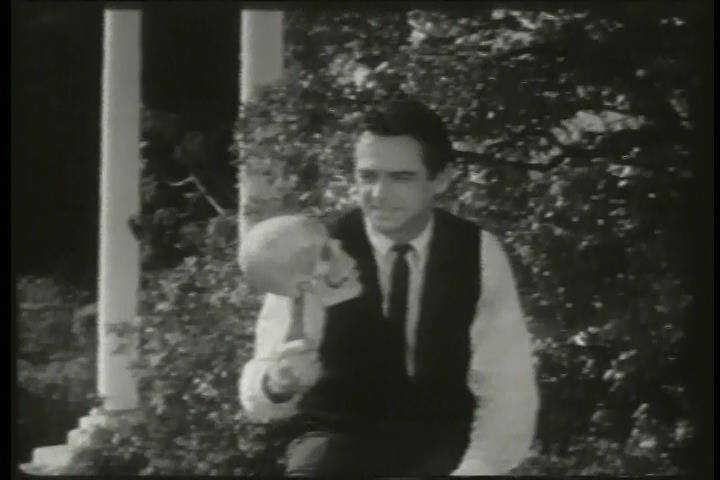
Hudon trouvant le crâne